# Béon, Ain

Béon este o comună în departamentul Ain din estul Franței.